# Celeridad
La celeridad o rapidez es la relación entre la distancia recorrida y el tiempo empleado en completarla. Su magnitud se designa como v. La celeridad es una magnitud escalar de dimensión [L]/[T]. La celeridad tiene la misma dimensión que la velocidad, pero no el carácter vectorial de esta. La celeridad instantánea representa justamente el módulo de la velocidad instantánea. La diferencia entre velocidad y celeridad es que la velocidad tiene un carácter vectorial y la celeridad es tan solo el módulo de dicha magnitud.
Aunque los términos de celeridad o rapidez son apropiados cuando deseamos referirnos inequívocamente al módulo de la velocidad, es correcto y de uso corriente (no solo en el uso popular, sino también en el científico y técnico [cita requerida]) utilizar los términos velocidad, celeridad y rapidez como sinónimos. Esto es así para la totalidad de las magnitudes vectoriales (aceleración, fuerza, momento, cantidad de movimiento, etc.) a cuyos módulos no se les asigna nombres específicos.

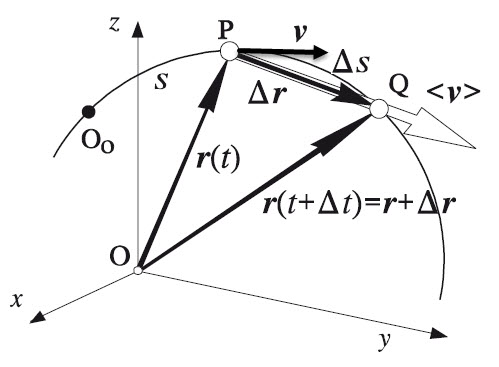
Definición de los vectores velocidad media e instantánea.

## Celeridad media
La celeridad media se define como:
{\displaystyle v={\frac {\Delta s}{\Delta t}}}
donde Δs es la distancia recorrida (longitud de arco, en la figura).
Ejemplo:
Si un móvil recorre una distancia de 20 cm en 4 s, su celeridad es:
{\displaystyle v={\frac {20\ {\text{cm}}}{4\ {\text{s}}}}={5\ {\text{cm/s}}}}
La celeridad media o promedio es el término que se suele usar para referirnos a la celeridad media.
La celeridad en sí es una magnitud escalar que relaciona la distancia recorrida con el tiempo y se calcula dividiendo la distancia total recorrida entre el intervalo total de tiempo necesario para recorrer esa distancia.
La celeridad media de un cuerpo es la relación entre la distancia que recorre y el tiempo que tarda en recorrerla. Si la rapidez media de un coche es 80 km/h, esto quiere decir que el coche recorre una distancia de 80 km en cada hora.
Un objeto en movimiento recorre una cierta distancia en un tiempo determinado. Un auto, por ejemplo, recorre un cierto número de kilómetros en una hora. La celeridad es una medida de que tan aprisa se mueve un objeto. La celeridad se expresa siempre en términos de una unidad de distancia dividida entre una unidad de tiempo: metros/segundo (m/s), kilómetros/hora (km/h).

## Velocidad y celeridad instantáneas
Se las define matemáticamente como:
{\displaystyle \mathbf {v} ={\frac {{\text{d}}\mathbf {r} }{{\text{d}}t}}}
{\displaystyle v=\vert \mathbf {v} \vert ={\frac {{\text{d}}s}{{\text{d}}t}}}
donde dr es el vector desplazamiento y ds es la distancia, medida sobre la trayectoria, asociada al desplazamiento.
Podemos expresar el vector velocidad en la forma
{\displaystyle \mathbf {v} =v\mathbf {e_{\text{t}}} }
donde et es el vector unitario en la dirección de la velocidad, tangente a la trayectoria, por lo que recibe el nombre de versor tangente.
Los velocímetros de que disponen los vehículos miden el módulo de la velocidad instantánea, esto es, la celeridad.

## Unidades de celeridad
- Metros por segundo: (símbolo, m/s, ms-1) medida del SI
- Centímetros por segundo: (símbolo, cm/s, cm s-1)
- Kilómetros por hora: (símbolo, km/h)
- Millas por hora: (abreviatura, m.p.h.)
- Milla náutica por hora (knot): (símbolo kt)
- Mach: 1 mach es la velocidad del sonido, n-machs es n veces la velocidad del sonido.

1 mach ≈ 340  m/s ≈ 1224 km/h
- Velocidad de la luz en el vacío: (símbolo c) es una unidad natural

c = 299 792 458 m/s

### Conversiones
1 m/s = 3,6 km/h
1 mph = 1,609 km/h
1 knot = 1,852 km/h = 0,514 m/s

## Velocidades promedio
- La rapidez de un caracol común es 0,001 m/s; 0,0036 km/h; 0,0023 mph.
- Una caminata rápida: 1,667 m/s; 6 km/h; 3,75 mph.
- Velocistas olímpicos (100 metros lisos): 10 m/s; 36 km/h; 22,5 mph.
- Rapidez límite en una autopista de Francia es 36,111 m/s; 130 km/h; 80 mph.
- Rapidez de crucero de un Boeing 747-8 = 290,947 m/s; 1047,41 km/h; 650,83 mph; (oficialmente 0,85 Machs)
- Récord oficial de rapidez en el aire es 980,278 m/s; 3529 km/h; 2188 mph.
- Reentrada de un trasbordador espacial es 7777,778 m/s; 28 000 km/h; 17 500 mph.
- Velocidad del sonido: en el aire = 340 m/s; en agua = 1500 m/s
- Elevador del observatorio de Taipéi: 16,667 m/s; 60,6 km/h; 37,6 mph.